# Ger Otte
Ger Otte (30 december 1962) is een Nederlands musicus, zanger, componist en acteur. Hij is vooral bekend door zijn rollen in musicals. Daarnaast was hij op tv te zien in onder andere Goede tijden, slechte tijden, Westenwind, Bureau Kruislaan, Onderweg Naar Morgen, Gelukkig je bent er en De TV Kantine.

## Biografie
Otte studeerde zang en piano aan het conservatorium van Rotterdam. Naast televisieseries en musicals verleende hij zijn medewerking aan het programma Op zoek naar Evita en verzorgde hij pianorecitals in Nederland en België. Bij de musicals The Lion King en Tarzan was hij vocal coach. Ook verleende hij zijn medewerking als muzikaal leider aan Rex en Aspects of Love. Otte componeerde twee solovoorstellingen van Pia Douwes en de Cantate Acqua voor de Italiaanse stad San Pellegrino Terme. Vanaf mei 2012 was Otte te zien in de musical De Kleine Zeemeermin als Chef Louis. In het seizoen 2013/2014 speelde hij de rol van Dr. Ackermann in de musical Love Story. In seizoen 2015/2016 was hij te zien als KRO-directeur, John Hogendoorn, Gerrit Van Woerkom en Jacob Somers in de musical Moeder ik wil bij de Revue. De dubbelrol van Henri de Jong en Bovenmeester Maetsuyker speelde hij in 2016/2017 in Ciske de Rat de musical.
In seizoen 2017/2018 speelde hij in de voorstelling In Bed met Dietrich en Piaf de rollen Marcel Cerdan, Orson Welles, Joseph von Sternbeg, Raymond Asso, Adolf Hitler en Rudi Sieber. Verder speelde hij in deze voorstelling piano en waren de muzikale arrangementen van zijn hand. In december 2018 speelde hij de rol van koning in The Christmas Show - Assepoester en het Kerstbal. In 2019 speelde hij de rol van Aristoteles Onassis in de muziektheatervoorstelling Callas|Onassis|Kennedy. Voor deze voorstelling componeerde en arrangeerde hij tevens de muziek. In december van 2019 vertolkte Ger de rol van Koning Tromp en Kerstman in De Christmas Show-Doornroosje en de kerstprins. Vanaf februari 2020 was hij te zien in de musical Hello Dolly, waar hij de rol speeldevan Rudolph Reisenweber en understudy wan voor de rol van Horcus ten Gelder.

### Rollen in musicals
| Productie                                        | Producent                           | Rol | Jaar        |
| ------------------------------------------------ | ----------------------------------- | --- | ----------- |
| Doornroosje (musical)                            | Van Hoorne Studios                  | Tovenaar Tibalt | 2025-2026   |
| De kleine zeemeermin (musical)                   | Van Hoorne Studios                  | Triton, Lakei Finn | 2024 - 2025 |
| De Wolf en de 7 Geitenwollen Sokjes              | TEC entertainment                   | Verteller, Kleiniggeitje, Vunziggeitje en Gezelliggeitje. Tevens componist van alle muziek in deze voorstelling                       | 2023        |
| Amélie de Musical                                | Morssinkhof Terra Theaterproducties | Raphaël / Hipolito en Elton John | 2021 - 2022 |
| Hello Dolly                                      | MediaLane                           | Rudoph Reisenweber / understudy Horcus ten Gelder                                                                                     | 2020        |
| Onassis \| Kennedy                               | Stichting De Nel                    | Aristoteles Onassis / Pier Paolo Pasolini. Tevens componist en arrangeur van alle muziek in deze voorstelling                         | 2019        |
| The Christmas Show: Doornroosje en de Kerstprins | RTL Live Entertainment              | Koning Tromp / Kerstman | 2019        |
| The Christmas Show: Assepoester en het Kerstbal  | RTL Live Entertainment              | Koning | 2018        |
| In Bed met Dietrich en Piaf                      | Stichting De Nel                    | Orson Welles, Marcel Cerdan, Joseph von Sternberg, Raymond Asso, Adolf Hitler. Tevens arrangeur van alle muziek in deze voorstelling. | 2017        |
| Ciske de Rat                                     | Stage Entertainment                 | Oom Henri, Meester Maatsuyker | 2016 - 2017 |
| Moeder, ik wil bij de Revue                      | Stage Entertainment                 | Directeur van de KRO, understudy John Hoogendoorn, Gerrit van Woerkom en Jacob Somers                                                 | 2014 - 2015 |
| Love Story                                       | Stage Entertainment                 | Dr. Ackermann | 2013 - 2014 |
| The Little Mermaid                               | Stage Entertainment                 | Chef Louis | 2012 - 2013 |
| Mary Poppins                                     | Stage Entertainment                 | Parkwachter, understudy George Banks, understudy Bank directeur/Admiraal Boem                                                         | 2010 - 2011 |
| Ciske de Rat                                     | Stage Entertainment                 | Pater de Goey, understudy Henri, understudy Vader Vrijmoeth                                                                           | 2007 - 2009 |
| Into the Woods                                   | M-Lab                               | Bakker | 2007        |
| Beauty and the Beast                             | Stage Entertainment                 | Tickens | 2005 - 2007 |
| Crazy for You                                    | Stage Entertainment                 | Thomas Cook | 2004 - 2005 |
| Elisabeth                                        | Stage Entertainment                 | Gyula Andrassy, ensemble | 1999 - 2001 |
| Joe                                              | Joop van den Ende Theaterproducties | Ensemble, understudy Ted Randall | 1997 - 1998 |
| Miss Saigon                                      | Joop van den Ende Theaterproducties | Ensemble, understudy Chris | 1997 - 1999 |
| Evita                                            | Joop van den Ende Theaterproducties | Ensemble | 1996 - 1997 |
| My Fair Lady                                     | Joop van den Ende Theaterproducties | Ensemble | 1994 - 1995 |